# Tomalio
Tomalio é um filme norte-americano de 1933, do gênero comédia, dirigido por Ray McCarey.